# Banjar (Galis)
Banjar is een bestuurslaag in het regentschap Bangkalan van de provincie Oost-Java, Indonesië. Banjar telt 4578 inwoners (volkstelling 2010).